# Paralastor medius
Paralastor medius är en stekelart som beskrevs av Perkins 1914. Paralastor medius ingår i släktet Paralastor och familjen Eumenidae. Inga underarter finns listade i Catalogue of Life.